# Рибальче

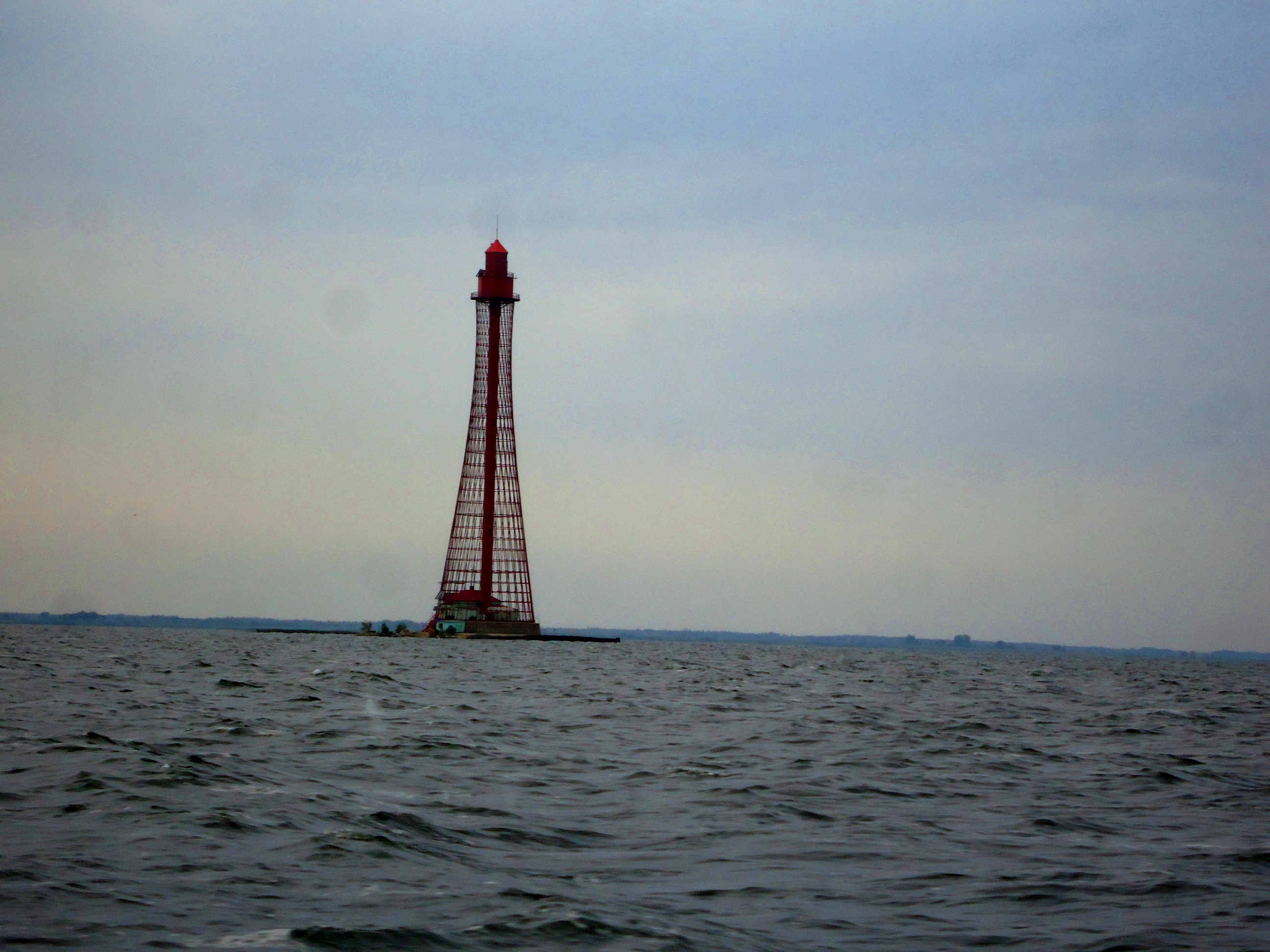
Аджиго́льський мая́к

Риба́льче (в минулому — В'язимка) — село в Україні, у Чулаківській сільській громаді Скадовського району Херсонської області. Населення становить 967 осіб.

## Історія
Після зруйнування в 1709 році Чортомлицької Січі і заснування у 1711 році Олешківської в районі Запорізької протоки (урочище Сагайдачного) почали з'являтися постійні поселенці. Хутір отримав назву Рибальчий.
У 1782 році генерал-прокурор В'яземський отримав 20000 десятин землі в урочищі Садки, нижче лугу Сагайдачного. Один із його маєтків був біля хутора Рибильчий. Від прізвища землевласника новостворене поселення отримало назву В'яземка. Маєток і землі князь подарував своїй дружині Олені В'яземській як весільний подарунок. По купчій 1802 року земля перейшла до барона Миколи Штігліца, який переселив сюди селян з Грушевської економії, що була на межі Катеринославського і Мелітопольського повітів. Після смерті Штігліца власником землі став його брат.
У 1874 році отримав землю і заклав економію в степовій частині Рибальче Великий князь Михайло Михайлович.
У 1884 році в селі Рибальче купує маєток колезький секретар Іван Степанов.
Станом на 1886 рік у селі Збур'ївської волості Дніпровського повіту Таврійської губернії мешкало 1710 осіб, налічувалось 235 дворів, існували 4 лавки.
З 1929 року почалося руйнування хуторів навколо Рибальчого.
У 1929 році товариство спільного обробітку землі об'єднали із створеним в Рибальче колгоспом «Нове життя». В цьому ж році був створений риболовецький колгосп «Звільнений батрак» (у 1951 році його перейменовано на рибоколгосп імені Жданова). В 1931 році було організовано риболовецьку артіль «Держлов», яка проіснувала до 1950 року.
З вересня 1941 року по 4 листопада 1943 року Рибальче було окуповане німецькими військами.
В 1943 році був організований колгосп «Нове життя», який через чотири роки об'єднався з колгоспом «Шлях до комунізму» в селі Пам'ятному.
25 вересня 1941 року село було окуповане німецькими військами. Звільнили населений пункт 5 листопада 1943 року.
У 1958 році рибоколгосп ім. Жданова був приєднаний до рибоколгоспу «Победа» в с. Прогної. Згодом центральну садибу перенесли в Рибальче.
У 1958 році відділок колгоспу «Шлях до комунізму» в Рибальче було передано новоствореному лісництву. Поступово вся сільськогосподарська діяльність відділка була ліквідована.
В Рибальче з 1958 по 1965 роки працював відділок заводу «Комунар» з Голої Пристані, на якому виробляли очеретяні плити.
Восени 2017 року Рибальче увійшло до Чулаківської ОТГ. Територіальна громада створена в межах 4-х населених пунктів: села Чулаківка, Рибальче, Забарине і селище Виноградне.
24 лютого 2022 року село тимчасово окуповане російськими військами під час російсько-української війни.

## Населення
Згідно з переписом УРСР 1989 року чисельність наявного населення села становила 1059 осіб, з яких 558 чоловіків та 501 жінка.
За переписом населення України 2001 року в селі мешкала 971 особа.

### Мова
Розподіл населення за рідною мовою за даними перепису 2001 року:
| Мова       | Відсоток |
| ---------- | -------- |
| українська | 89,76 %  |
| російська  | 9,62 %   |
| болгарська | 0,52 %   |

## Храми
- Храм Різдва Пресвятої Богородиці ПЦУ

## Пам'ятки
Аджигольський маяк — найвищий маяк України, побудований в 1911 р. за проектом інженера і вченого Володимира Григоровича Шухова.

## Особистості
В селі народились:
- Іван Іванович Стрельченко — заслужений шахтар УРСР, двічі Герой Соціалістичної Праці
- Зима Олександр Вікторович — український поет, прозаїк та журналіст.
- Кононенко Матвій Прокопович (1900—1977) — радянський воєначальник, гвардії генерал-майор (1944)